# Iconodulia
L'iconodulia, in ambito cristiano, è il culto ("dulia") reso alle immagini, le "icone", come distinto dal culto a Dio detto latria. Il termine è contrapposto a quello di iconoclastia.
Nella logica iconodula, essendo ad esempio Gesù per il Cattolicesimo uomo e Dio, non vi sono ostacoli per rappresentarlo nella sua forma umana con immagini, mentre per gli iconoclasti questo non è possibile per l'essenza divina di Cristo, che ne impedisce la raffigurazione da parte di esseri mortali, in quanto ciò costituirebbe una mancanza di rispetto sacrilega.
Inoltre gli iconoclasti tacciavano gli iconoduli di paganesimo, accusandoli di adorare le icone come tanti dei.
Nell'VIII secolo l'imperatore Leone III Isaurico condusse una lotta filo-iconoclasta per la distruzione di tutte le immagini e le icone religiose e la persecuzione di chi le venerasse, temendo la perdita dei territori asiatici del suo regno, abitati da minoranze islamiche (tradizionalmente l'Islam è iconoclasta) che avevano influenzato significativamente i cristiani locali verso tendenze iconoclaste.
Tale politica fu proseguita sotto i suoi successori sino a che la basilissa d'Oriente Irene d'Atene prima (Secondo concilio di Nicea) e poi Carlo Magno non convocarono concili a condanna dell'iconoclastia in cui si affermava l'iconodulia come dottrina ufficiale della Chiesa.
Nei concili si dichiarò che gli iconoduli non adorano le immagini religiose, come facevano i pagani e come sostenevano gli iconoclasti in polemica con l'iconodulia, ma venerano chi è in esse rappresentato: l'icona è solo un mezzo rappresentativo, non oggetto di culto.
Leone V l'Armeno (813-820) fu promotore di una ripresa lotta iconoclasta e della persecuzione degli iconoduli, deponendo Niceforo I (patriarca di Costantinopoli).
Nel marzo dell'843, un sinodo convocato per iniziativa della basilissa Teodora Armena, moglie dell'imperatore Teofilo, reintrodusse definitivamente il culto delle immagini. L'imperatrice istituì, a commemorazione di tale evento, “la festa dell'Ortodossia". 
Tale festa celebra la vittoria dell'iconodulia e la conferma della liceità di venerazione delle icone.